# Babakanreuma
Babakanreuma is een bestuurslaag in het regentschap Kuningan van de provincie West-Java, Indonesië. Babakanreuma telt 3575 inwoners (volkstelling 2010).